# لويز هاوغ
لويز هاوغ هي نبالة دنماركية، ولدت في 13 يوليو 1978.